# Jak być sobą
Jak być sobą (tytuł oryg. I Heart Huckabees) – amerykańsko–brytyjsko–niemiecki komediodramat filmowy z 2004 roku w reżyserii Davida O. Russella.

## Fabuła
Bernard (Dustin Hoffman) i Vivian Jaffe (Lily Tomlin) są parą małżeńską zawodowo zajmującą się rozwiązywaniem życiowych problemów innych osób. Zostają wynajęci przez szefa pewnej wielkiej korporacji Alberta Makowskiego (Jason Schwartzman). Bezpośrednią przyczyną jego problemu jest jego konflikt w pracy z Bradem Standem (Jude Law), kierownikiem jednego z sieci supermarketów Huckabees. Wkrótce okazuje się, że tylko pozornie osiągnął on sukces i potrzebuje pomocy.

## Odbiór
Film zarobił 12 784 713 dolarów amerykańskich w Stanach Zjednoczonych, 505 572 funtów szterlingów w Wielkiej Brytanii oraz 1 225 110 euro w Hiszpanii.
W 2004 roku podczas 19. edycji Gotham Awards David O. Russell zdobył nagrodę Best Film. W 2005 roku podczas 9. ceremonii wręczenia Satelitów Mark Wahlberg był nominowany do nagrody Golden Satellite Award w kategorii Best Actor in a Supporting Role, Comedy or Musical, Wahlberg był również nominowany w kategorii Best Supporting Actor do nagrody Chlotrudis Award podczas 11. edycji Chlotrudis Awards. Podczas 3. edycji Central Ohio Film Critics Association film zdobył nagrodę COFCA Award w kategorii Best Ensemble. Podczas 5 edycji. Golden Trailer Awards Mark Woollen & Associates zdobyło nagrodę Golden Trailer w kategorii Best Independent oraz w było nominowane w kategorii Best Comedy.